# Miloš Knobloch
Miloš Knobloch (1901 — data de falecimento desconhecido) foi um ciclista olímpico tchecoslovaco. Representou sua nação em dois eventos nos Jogos Olímpicos de Verão de 1924.